# Mr Love & Justice
Mr Love & Justice è il dodicesimo album in studio del cantautore inglese Billy Bragg, pubblicato nel 2008.

## Tracce
1. I Keep Faith
2. I Almost Killed You
3. M for Me
4. The Beach Is Free
5. Sing Their Souls Back Home
6. You Make Me Brave
7. Something Happened
8. Mr Love & Justice
9. If You Ever Leave
10. O Freedom
11. The Johnny Carcinogenic Show
12. Farm Boy